# Твикенам Стоп
Твикенам Стоп, који се налази у Лондону, престоници Уједињеног Краљевства, је рагби стадион и дом је премијерлигаша Харлеквинса. На овом стадиону одиграно је финале светског првенства у женском рагбију. Твикенам Стоп има капацитет од 14.800 седећих места и налази се у близини Твикенама. У прошлости је на овом стадиону играла рагби 13 екипа Лондон бронкоси.